# قضاء بيسان
قضاء بيسان (بالإنجليزية: District of Baysan) هو تقسيم إداري سابق في فلسطين التاريخية يعود لفترة الإنتداب البريطاني (بين 1920 وحتى 1948)، مركزه مدينة بيسان. يقع في الجزء الشمالي الشرقي لفلسطين، بمحاذاة نهر الأردن والحدود الأردنية إلى الشرق، ويحيط به كل من قضاء طبريا من الشمال، وقضاء الناصرة وقضاء جنين من الغرب وقضاء نابلس من الجنوب،

## بلدات وقرى القضاء
| - الأشرفية - الحمرا - الحميدية - خربة الطاقة - خربة أم صابونة - جسر المجامع (قرية) - الخنيزر - الفاتور - أم عجرة - الساخنة - سريس - السامرية - تل الشوك - عرب الصفا - عرب العريضة - عرب البشاتوه | - الغزاوية - المزار - البيرة - جبول - دنه - سرين - شطة - الطيرة - فرونه - قومية - كوكب الهوا - المرصص - مسيل الجزل - يبلى |